# Linda Blair

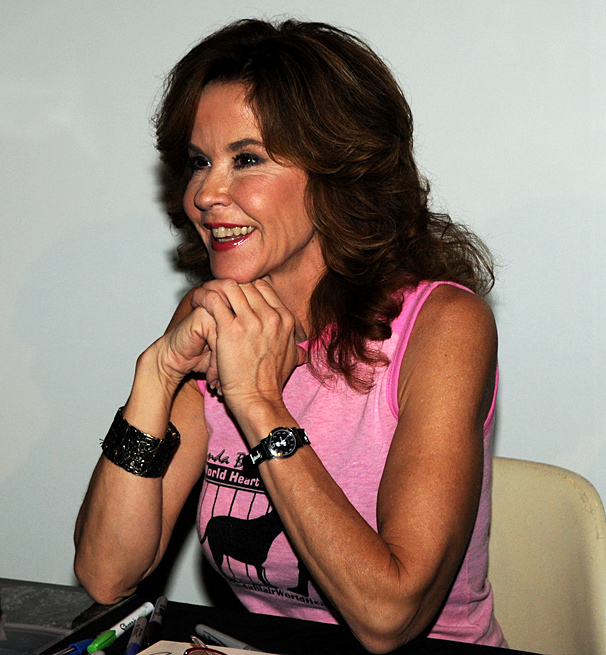
Linda Blair en 2011.

Linda Denise Blair (San Luis, Misuri, 22 de enero de 1959) es una actriz, exmodelo y activista estadounidense internacionalmente conocida por su papel de Regan MacNeil, una niña poseída por el demonio en la película de terror El exorcista de 1973. Debido a su interpretación, fue nominada en los Premios Oscar y ganadora en los Premios Globos de Oro.
Además de la actuación, Blair ha apoyado públicamente varias causas benéficas, en particular los derechos de los animales. En 2004, fundó la Linda Blair WorldHeart Foundation, una organización sin fines de lucro que sirve para rehabilitar y adoptar animales de rescate.

## Biografía y carrera artística
Nacida en San Luis, Misuri como la menor de tres hermanos, cuando tenía dos años la familia se mudó a Westport, Connecticut cuando su padre, piloto de pruebas de la Marina aceptó un trabajo en Nueva York. Su madre trabajó como agente de bienes raíces en Westport. Linda trabajó como modelo infantil desde los cinco años, apareciendo en catálogos de los grandes almacenes Sears, J. C. Penney y Macy's y en más de setenta anuncios comerciales impresos en periódicos como The New York Times. A los seis años comenzó a montar a caballo y se convirtió en una experta amazona.
Blair comenzó a actuar con un papel regular en una teleserie de corta duración, Hidden Faces (1968-1969). Su primera aparición en una película fue en The Way We Live Now (1970), seguida de un pequeño papel en la comedia The Sporting Club (1971). Luego, con trece años, Linda Blair compitió junto con 600 niñas más por el papel con el que saltaría a la fama mundial en la cinta de terror El exorcista (1973). Es muy aficionada a los animales y a la equitación, y había aceptado el rol pensando poder así financiar sus planes de estudiar veterinaria. La película resultó ser una de las más destacadas de la década de los 70 y de la historia del cine de terror. Su interpretación en esta película le valió una nominación al Óscar a la Mejor Actriz de Reparto y ganó el Globo de Oro a la mejor actriz de reparto en 1974. Pero en cierta manera este papel condicionó su vida, ya que con solo catorce años, después del estreno de la película, defensores y creyentes del demonio la denunciaron porque alegaban que se estaba burlando de éste, además de acusaciones de otros por profanación a Cristo, por lo cual recibió amenazas de muerte. Esto ocasionó que ella y su familia se mudaran a otro estado para huir de las amenazas, pero aun así éstas le perseguían, haciendo que la productora de la película le contratase unos guardaespaldas a ella y a su familia durante seis meses. Cumplidos los quince años inició una relación sentimental con el cantante australiano Rick Springfield diez años mayor, seguida de una convivencia. Aceptó protagonizar una secuela de El exorcista: Exorcista II: el hereje en 1977, que resultó un rotundo fracaso.
Comenzó a aumentar de peso y a ser rechazada por productores de Hollywood, lo cual limitó aún más sus posibilidades.
En diciembre de 1977, a los 18 años, fue arrestada por consumo y tráfico de cocaína y anfetaminas. Recibió una condena de tres años de libertad condicional. La obligaron a estar en un centro público contra las drogas y seguir un programa de rehabilitación por 9 meses. Después de este episodio en su vida, no volvió a tener problemas de adicción. En 1982, con 23 años, su carrera profesional comenzó a declinar debido a que tuvo que ser internada en un hospital psiquiátrico por problemas de salud mental, donde permaneció hasta 1989. Su carrera no volvió a tener mayores éxitos. En 1990 protagonizó la comedia Repossessed junto a Leslie Nielsen, parodia de la célebre película que la llevó a la fama.
En 1997 volvió al ambiente de la equitación, participando con otro nombre en varios eventos de salto ecuestre, ganando varios trofeos.

## Datos adicionales
- Fundó la institución Linda Blair WorldHeart Foundation, orientada a la protección de animales abandonados y a combatir la crueldad contra los mismos. Recibió la distinción City of Los Angeles Proclamation por su trabajo en este ámbito.
- Ha participado en numerosas campañas de caridad con diversos fines.[9]
- Es vegana y publicó en 2001 el libro Going Vegan.[9]
- Tiene su propia línea de ropa, llamada Linda Blair's Wild West Collection.

## Filmografía

### Cine
| Año  | Título                                                    | Papel                          |
| ---- | --------------------------------------------------------- | ------------------------------ |
| 1970 | The Way We Live Now                                       | Sara Aldridge                  |
| 1971 | The Sporting Club                                         | Barby                          |
| 1973 | The Exorcist                                              | Regan MacNeil                  |
| 1974 | Born Innocent (TV)                                        | Chris Parker                   |
| 1974 | Airport 1975                                              | Janice Abbot                   |
| 1975 | Sarah T. - Portrait of a Teenage Alcoholic (TV)           | Sarah Travis                   |
| 1976 | Sweet Hostage (TV)                                        | Doris Mae Withers              |
| 1976 | Victory at Entebbe (TV)                                   | Chana Vilnofsky                |
| 1977 | Exorcist II: The Heretic                                  | Regan MacNeil                  |
| 1978 | Stranger in our House (TV)                                | Rachel Bryant                  |
| 1979 | Wild Horse Hank                                           | Hank Bradford                  |
| 1979 | Roller Boogie                                             | Terry Barkley                  |
| 1980 | Ruckus                                                    | Jenny Bellows                  |
| 1981 | Hell Night                                                | Marti Gaines                   |
| 1983 | Chained Heat                                              | Carol Henderson                |
| 1984 | Savage Streets                                            | Brenda                         |
| 1984 | Night Patrol                                              | Night Patrol                   |
| 1985 | Red Heat                                                  | Christine Carlson              |
| 1985 | Savage Island                                             | Daly                           |
| 1986 | Silver (película de 1986)                                 | Jennifer Rintbell (Jenna Rint) |
| 1987 | SFX Retaliator                                            | Doris                          |
| 1987 | Nightforce                                                | Carla                          |
| 1988 | Bersaglio sull'autostrada                                 | Sally Tayler                   |
| 1988 | Silent Assassins                                          | Sara                           |
| 1988 | Grotesque                                                 | Lisa                           |
| 1988 | La Casa 4 (Witchcraft)                                    | Jane Brooks                    |
| 1989 | The Chilling                                              | Mary Hampton                   |
| 1989 | Up Your Alley                                             | Vickie Adderly                 |
| 1989 | Bad Blood                                                 | Evie Barnes                    |
| 1989 | W.B., Blue and the Bean                                   | Annette Ridgeway               |
| 1990 | Bedroom Eyes II                                           | Sophie Stevens                 |
| 1990 | Zapped Again!                                             | Miss Mitchell                  |
| 1990 | Repossessed                                               | Nancy Aglet                    |
| 1991 | Fatal Bond                                                | Leonie Stevens                 |
| 1992 | Dead Sleep                                                | Maggie Healey                  |
| 1992 | Calendar Girl, Cop, Killer? The Bambi Bembenek Story (TV) | Jane Mader                     |
| 1992 | Perry Mason: The Case of the Heartbroken Bride (TV)       | Hannah Hawkes                  |
| 1994 | Skins                                                     | Maggie Joiner                  |
| 1994 | Double Blast                                              | Claudia                        |
| 1995 | Sorceress                                                 | Amelia Reynolds                |
| 1996 | Prey of the Jaguar                                        | Cody Johnson                   |
| 1996 | Scream                                                    | Reportera                      |
| 2000 | S Club 7: Artistic Differences (TV)                       | Joni                           |
| 2003 | Monster Makers (TV)                                       | Shelly Stoker                  |
| 2005 | Hitters Anonymous                                         | Brenda                         |
| 2006 | All is Normal                                             | Barbara                        |
| 2009 | Imps*                                                     | Jamie                          |
| 2012 | An Affair of the Heart                                    | Ella misma                     |
| 2013 | Whoa! (TV)                                                | Deborah Blackburn              |
| 2016 | Surge of Power: Revenge of the Sequel                     | Helen Harris                   |
| 2023 | The Exorcist: Believer                                    | Regan MacNeil                  |

### Televisión
| Año       | Título                                   | Papel                    | Notas                                             |
| --------- | ---------------------------------------- | ------------------------ | ------------------------------------------------- |
| 1968      | Hidden Faces                             | Allyn Jaffe              | Personaje secundario                              |
| 1982      | Fantasy Island                           | Sara Jean Rawlins        | Temporada 5, episodio 13                          |
| 1982      | The Love Boat                            | Muffy                    | Temporada 5, episodio 24                          |
| 1985      | Murder, She Wrote                        | Jane Pascal              | Temporada 1, episodio 18                          |
| 1989      | Monsters                                 | Lia                      | Temporada 1, episodio 24                          |
| 1990      | McGyver                                  | Jenny Larson             | Temporada 5, episodio 16                          |
| 1992      | Married with Children                    | Ida Mae                  | Temporada 7, episodio 1                           |
| 1994      | Robin Hood                               | Carla Patelle            | Temporada 1, episodio 6                           |
| 1996      | Renegado                                 | Teddy Ray Thompson       | Temporada 5, episodio 2                           |
| 1997      | Extreme Ghostbusters                     | Selene (voz)             | Temporada 1, episodio 40                          |
| 1998      | PSI Factor: Chronicles of the Paranormal | Rebecca Royce            | Temporada 3, episodio 9                           |
| 1999      | Godzilla                                 | Alexandra Springer (voz) | Temporada 2, episodio 3                           |
| 2000      | Chicken Soup for the Soul                | Sra. Hooper              | Episodio del 2 de mayo de 2000                    |
| 2000      | L.A. 7                                   | Joni Witherspoon         | 9 episodios                                       |
| 2000–2003 | Hollywood Squares                        | Ella misma               | 10 episodios                                      |
| 2001–2006 | Scariest Places on Earth                 | Ella misma / Invitada    | 41 episodios                                      |
| 2001      | Intimate Portrait                        | Ella misma               | 1 episodio                                        |
| 2012      | History's Mysteries                      | Ella misma               | 2 episodios                                       |
| 2006      | Supernatural                             | Det. Diana Ballard       | Temporada 2, episodio 7                           |
| 2010–2012 | Pit Boss                                 | Ella misma               | 12 episodios                                      |
| 2012      | Celebrity Ghost Stories                  | Ella misma               | 1 episodios                                       |
| 2013      | Battling Darkness                        | Ella misma               | Documental de televisión                          |
| 2014      | RuPaul's Drag Race                       | Ella misma (invitada)    | Temporada 6, episodio 3                           |
| 2018      | Eli Roth's History of Horror             | Ella misma               | 1 episodio                                        |
| 2018      | American Rescue Dog Show                 | Ella misma               | Jueza invitada                                    |
| 2019      | E! True Hollywood Story                  | Ella misma               | Episodio: "Horror Movies: Cursed or Coincidence?" |
| 2020      | JJ Villard's Fairy Tales                 | Varios                   | Roles de voz; 2 episodios                         |
| 2020      | Cursed Films                             | Ella misma               | Episodio: "The Exorcist"                          |

## Premios y distinciones
Premios Óscar
| Año  | Categoría               | Película     | Resultado |
| ---- | ----------------------- | ------------ | --------- |
| 1974 | Mejor actriz de reparto | El exorcista | Nominada  |

Premios Globo de Oro
| Año  | Categoría               | Película     | Resultado |
| ---- | ----------------------- | ------------ | --------- |
| 1974 | Mejor Actriz de Reparto | El exorcista | Ganadora  |
| 1974 | Nueva Estrella del Año  | El exorcista | Nominada  |

Premios Golden Raspberry
| Año  | Categoría                       | Película                                    | Resultado |
| ---- | ------------------------------- | ------------------------------------------- | --------- |
| 1982 | Peor Actriz                     | Hell Night                                  |           |
| 1984 | Peor Actriz                     | Chained Heat                                |           |
| 1985 | Premio al Peor logro de carrera | Reconocimiento especial                     |           |
| 1986 | Premio a la peor Actriz         | Night Patrol, Savage Streets, Savage Island |           |
| 1986 | Premio a la peor Actriz         | Venganza                                    |           |